# Готті (фільм)
«Готті» (англ. Gotti) — американо-канадська телевізійна кримінальна драма 1996 року.

## Сюжет
Історія Джона Готті — одного з найзнаменитіших гангстерів Нью-Йорка, який очолював легендарну мафіозну сім'ю Гамбіно. Народившись у бідній італійській родині вихідців з Неаполя, Джон ріс на вулицях Бронкса, де навчився жити за законами вулиці, які допомогли йому в побудові кар'єри в мафії.

## У ролях
| Актор           | Роль               |
| --------------- | ------------------ |
| Арманд Ассанте  | Джон Готті         |
| Вільям Форсайт  | Семмі Гравано      |
| Річард Сараф'ян | Пол Кастеллано     |
| Френк Вінсент   | Роберт Ді Бернардо |
| Ентоні Квінн    | Ніл Деллакроче     |
| Домінік Кьянезе | Джо Армоне         |
| Роберт Міранда  | Френк ДеЧіччо      |
| Скотт Коен      | Джин Готті         |
| Реймонд Серра   | Френк ЛоКасціо     |
| Вінсент Пасторе | Анджело Руджеро    |
| Марк Лоуренс    | Карло Гамбіно      |
| Тоні Сіріко     | Джо Дімілья        |